# Lani Guinier

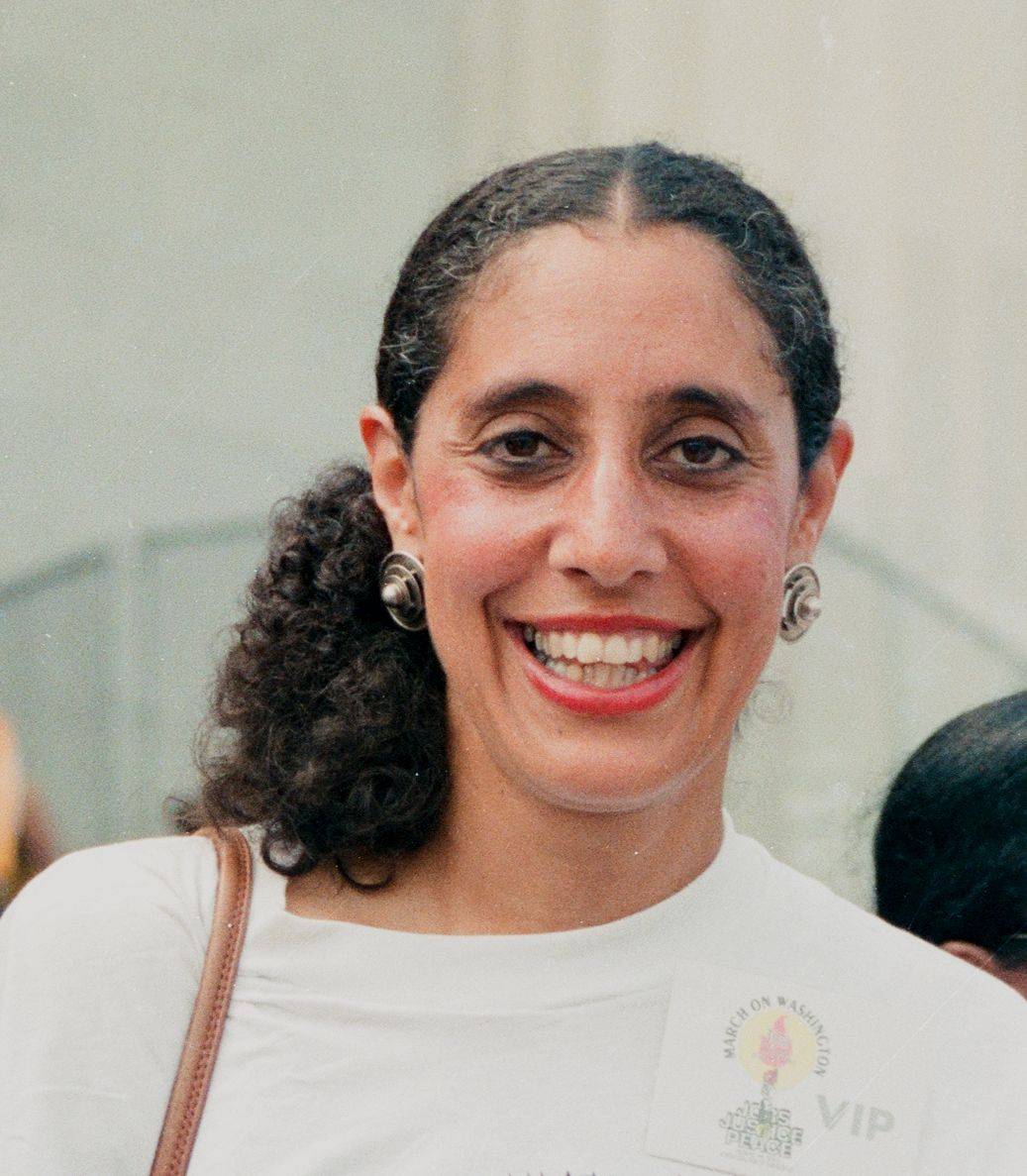
Lani Guinier, 1993

Carol Lani Guinier (* 19. April 1950 in New York City; † 7. Januar 2022 in Cambridge, Massachusetts) war eine amerikanische Rechtsanwältin, Hochschullehrerin und Bürgerrechtlerin. Sie beschäftigte sich vor allem mit den Themen Rasse, Gender und demokratischen und repräsentativen Entscheidungsprozessen (insbesondere zum Wahlrecht oder zur positiven Diskriminierung).

## Leben

### Herkunft und Ausbildung
Guinier stammte aus einer Familie von Juristen: Ihr Großvater war Barrister, der in Cambridge studiert hatte. Ihr Vater Ewart Gunnier († 1990) war der erste Vorsitzende der Abteilung für afro-amerikanische Studien an der Universität Havard. Mit Eugenia „Genii“, geb. Paprin († 2009), hatte er neben Lani noch zwei weitere Töchter; die jüdische Mutter legte großen Wert auf interkulturelle Verständigung bei der Erziehung ihrer Töchter.
Nach ihrem Abschluss als Drittbeste an der Andrew Jackson High School in Queens studierte Lani Guinier mit einem Stipendium der National Merit Corporation und der New York Times am Radcliffe College, wo sie im Juni 1971 ihren B.A. cum laude erlangte. Im Juni 1974 machte sie ihren J.D. an der Law School der Yale University. In Yale lernte Guinier Bill Clinton und dessen spätere Ehefrau Hillary Rodham kennen.

### Karriere als Juristin
Von August 1974 bis August 1976 arbeitete Guinier in Detroit als Law Clerk für Damon J. Keith, damals vorsitzender Bundesrichter für den Eastern District of Michigan (später Richter am United States Court of Appeals für den 6. Bezirk). Von September 1976 bis September 1977 war sie Juvenile Court Referee am Jugendgericht von Wayne County (Michigan). Als Special Assistent arbeitete sie für Assistant Attorney General Drew S. Days in der Abteilung für Bürgerrechte. Von Oktober 1977 bis Februar 1981 war sie beim Justizministerium der Vereinigten Staaten beschäftigt. Vom April 1981 bis Juli 1988 arbeitete sie als Assistant Council für den NAACP Legal Defense and Educational Fund (LDF). Hier war sie vor allem mit der Vertretung von Wahlrechtsfällen vor Gericht betraut. In ihrer Eigenschaft als LDF-Anwältin verklagte sie u. a. 1984 den Staat Arkansas zu der Zeit, als Bill Clinton dessen Gouverneur war, wegen Arkansas’ Statut zur deputy voter registration; der Fall endete mit einem Vergleich.
Im Jahr 1986 heiratete Guinier den Rechtsanwalt Nolan A. Bowie; die Zeremonie fand beim Haus ihres Vaters in Oak Bluffs (Massachusetts) statt und wurde von Damon J. Keith geleitet; die Clintons waren Gäste. Guinier hatte mit ihrem Mann einen Sohn.
Von 1985 bis 1989 war Guinier außerplanmäßige Professorin (Adjunct Professor) an der New York University School of Law. Von Juli 1988 bis Juni 1992 war sie außerordentliche Professorin (Associate Professor) für Recht an der University of Pennsylvania Law School, von Juli 1992 bis Juni 1998 ebenda ordentliche Professorin für Recht.

### Nominierung als Assistant Attorney General
Am 29. April 1993 wurden durch United States Attorney General Janet Reno für die Clinton-Administration diverse Nominierungen für Stellen im Department of Justice bekannt gemacht, darunter Guinier als Assistant Attorney General der Civil Rights Division. Guiniers Nominierung gab Anlass zu einer von Konservativen begonnenen Kontroverse, die insbesondere ihre Schriften zum Voting Rights Act und damit im Zusammenhang ihre Kritik am amerikanischen Mehrheitswahlrecht zum Inhalt hatte; Guinier urteilte, unter anderem unter Rückgriff auf James Madison, dieses repräsentiere Minderheiten nicht ausreichend bzw. unterdrücke diese tyrannisch; sie befürwortete stattdessen Kumulieren, Mehrmandatswahlkreise und qualifizierte Mehrheiten. Wiederkehrende Vorwürfe waren, dass Guinier darin die Prinzipien von Majority Rule und One Person, One Vote fundamental ablehnen und Rassenquoten befürworten würde. Ein erster Angriff gegen Guinier erfolgte durch einen Kommentar von Clint Bolick im Wall Street Journal (WSJ, damals die meistgelesene Zeitung Amerikas) am 30. April mit der Schlagzeile Clinton’s Quota Queens (eine Anspielung auf Welfare Queen und Quotenregelung); im Artikel, der mit Norma V. Cantú auch eine weitere Nominierte attackierte, behauptete Bolick, Guiniers Ideen würden auf ein rassisches Apartheid-System hinauslaufen (Bolick setzte seine Kampagne auch im Programm Morning Edition. von NPR fort); Eine Woche später warnte Paul Gigot im WSJ, Guinier sei die Reinkarnation von John C. Calhoun und eigne sich besser für die Abteilung für Bosnien im Außenministerium. Joe Klein bezeichnete in Newsweek Guiniers Ideen zum Wahlrecht als rassen-basierte Gimmicks. John Leo behauptete in U.S. News and World Report, Guinier würde Weiße als einen rassistischen politischen Monolithen beschreiben. The New Republic beschrieb Guinier als fest überzeugt von einem irreduziblen, rassischen „wir“ und „sie“ in der amerikanischen Gesellschaft; in derselben Zeitschrift behauptete Abigail Thernstrom, Guinier würde mit einem kompletten Misstrauen gegenüber dem weißen Amerika beginnen; Lally Weymouth zitierte in der Washington Post Thernstrom, dass Guinier eine Linksaußen-Kandidatin und Wortführerin einer radikalen Politik sei und nicht an den demokratischen Prozess glaube; Weymouth ließ ebenfalls Will Marshall, Leiter des Progressive Policy Institute und führender New Democrat, zu Wort kommen, der Guinier unterstellte, eine ungekannte Ausweitung gerichtlicher Aufsicht über bundesstaatliche Legislaturen und damit rassische Rechtsansprüche zu fordern, die im Gegensatz zu Clintons Sicht stehe. Konservative Gruppen wie das Institute for Justice, aber auch liberale wie der American Jewish Congress stellten sich gegen Guiniers Nominierung. Guinier ablehnende Stimmen aus dem Senat kamen sowohl von Republikanern als auch Demokraten: Orrin Hatch bezeichnete Guinier als Architektin rassischer Bevorzugungen, die Amerika auf den Weg rassischer Balkanisierung bringen würde; Alan K. Simpson charakterisierte Guiniers Schriften als sehr beunruhigend und einen umgekehrten Rassismus empfehlend; Bob Dole nannte Guinier eine konsistente Unterstützerin von Quoten und Wahlbetrugs-Plänen; der demokratische Senator Joe Biden zeigte sich besorgt über Guiniers Schriften. Der demokratische Senator Edward Kennedy distanzierte sich von Guinier, ebenso Patrick Leahy, der allerdings beklagte, dass Guinier in der Presse vor Gericht gestellt werde; die demokratische Senatorin Carol Moseley Braun kam Guinier nicht zu Hilfe (und erfuhr dafür auch Kritik; Clinton bemerkte später in seiner Autobiographie, dass Kennedy und Moseley Braun ihm beide den Rückzug der Nominierung nahegelegt hätten); Ablehnung erfuhr Guinier darüber hinaus von Raoul Lowery Contreras, in der New York Times sowie von Personen wie Al From oder A.M. Rosenthal und generell bei den zentristischen bis konservativen Liberalen der New Democrats. Einer der wortstärksten Gegner Guiniers im Repräsentantenhaus war Dave McCurdy, Leiter des Democratic Leadership Council.
Während dieser Vorgänge unterstützte das Weiße Haus öffentlich (vor allem durch Pressesprecher George Stephanopoulos) Guinier, bereitete sich allerdings bereits darauf vor, die Nominierung zurückzuziehen; unterdessen traf sich Guinier auf eigene Faust mit einzelnen Senatoren (wie Arlen Specter, Dennis DeConcini, Herb Kohl, Howard Metzenbaum und Alan K. Simpson), um sie – weitestgehend erfolgreich – von ihrer Nominierung zu überzeugen.
Das Weiße Haus wurde am Abend des 2. Juni von ca. zwei Dutzend demokratischen Senatoren informiert, dass nur eine Minderheit der Mitglieder des United States Senate Committee on the Judiciary wahrscheinlich für Guinier stimmen würden und das Weiße Haus daher die Nominierung zurückziehen müsse. Clinton ließ Guinier bitten, selbst die Nominierung zurückzuziehen; Guinier lehnte ab und verteidigte am Abend stattdessen erstmals öffentlich ihre Ansichten in ABCs Nightline. Der Congressional Black Caucus (CBC) verlangte am 3. Juni, dass Clinton die Nominierung verteidigen müsse. Am Abend desselben Tages traf sich Clinton mit Guinier im Oval Office. Nach dem Treffen informierte er sie telefonisch über den Rückzug der Nominierung. Am nächsten Tag erklärte Clinton, er habe Guiniers Schriften zum Zeitpunkt ihrer Nominierung nicht gelesen gehabt. Er habe dies nachgeholt und sei zum Schluss gekommen, dass sie sich klar für eine Interpretation eigneten, die in Widerspruch zu seinen eigenen Ansichten über Bürgerrechte stehe. Präsident Clinton selbst erklärte seine Einwände gegen Guiniers Schriften, indem er einen Artikel Guiniers in der Michigan Law Review nannte, demzufolge Guinier generell für Verhältniswahl und Minderheiten-Veto argumentiert habe. Clinton bezeichnete dies als unangemessene Allheilmittel sowie anti-demokratisch und schwer zu verteidigen. Später nannte Clinton insbesondere Guiniers vermeintliche Beurteilung des (schwarzen & republikanischen) Gouverneurs von Virginia Douglas Wilder (als nicht authentisch schwarz) sowie ihre Vorschläge in Bezug auf Etowah County in Alabama.
Anthony Lewis urteilte im Nachhinein, Guinier, die tatsächlich Rassenquoten explizit ablehnte und keine radikalen Ideen vertreten habe, sei Ziel eine der effektivsten Schmutzkampagnen seit den Tagen Joe McCarthys geworden. David Corn befand, Guinier sei wie keine Person des öffentlichen Lebens seit Anita Hill dämonisiert worden; die Attacken seien motiviert gewesen durch Rassismus und das Bedürfnis, selbst bescheidensten Bürgerrechtsaktivismus als gefährlich darzustellen. Obwohl konservative Politiker und Akademiker die Angriffe begonnen hatten, hätten die amerikanischen Medien sich zu Komplizen gemacht (wozu Corn auch Nightline und The New York Times zählt). Randall Kennedy urteilte, die Darstellung Guiniers durch ihre Gegner als integrationsfeindliche, rassische Separatistin sei völlig falsch. Stephen L. Carter befand, dass die Medien größtenteils falsche Anschuldigungen gegen Guinier als wahr ausgegeben hätten. Kommentatoren sahen in Guiniers gescheiterter Nominierung Ähnlichkeiten zu Präsident Ronald Reagans gescheiterter Nominierung Robert Borks zum Obersten Gerichtshof (in Nightline darauf angesprochen bemerkte Guinier, dass Bork wenigstens eine Anhörung erhalten hätte) und zu Clintons gescheiterten Nominierungen von Zoë Baird und Kimba Wood („Nanny Gate“) sowie Clintons Verhalten im Skandal um Sister Souljah. Rechtswissenschaftler wie Richard Briffault, Michael E. Lewyn und Arthur Eisenberg stellten die Darstellung Guiniers als radikal und undemokratisch in den Medien in Frage und verteidigten ihre Schriften. Jane Rhodes verurteilte die Medien als Komplizen bei der Erstellung und Verbreitung von Guiniers Schriften als Verkörperung der verhasstesten Aspekte von Affirmative Action der Bekräftigung des Bildes der unverdient und auf Kosten weißer Männer besondere Gefallen erhaltenden Armen.
Guinier sah sich von Clinton und anderen missverstanden und bedauerte, dass sie ihre Ansichten nicht im Anhörungsverfahren vor dem Senat hatte verteidigen können. Außerdem bemängelte sie die Unterstützung durch das Weiße Haus als unzureichend und nannte als Beispiel dafür, dass sie erst 28 Tage nach der Nominierung einen Angestellten des Justice Department zur Seite gestellt bekam. Kritik an Clintons Rückzug der Nominierung Guiniers äußerten die Senatoren Paul Wellstone und Arlen Specter. Harsche Kritik an Clinton kam auch aus der schwarzen Presse (darunter The Baltimore Afro-American Newspaper, The New York Amsterdam News und The New Journal and Guide), die sich während der Nominierungsphase zurückgehalten hatte. Clinton selbst beraumte zur Schadensbegrenzung ein Treffen mit verärgerten Vertretern von Bürgerrechts- und Frauenrechtsgruppen an (darunter Kweisi Mfume, Leiter des CBC; Jewell Jackson McCabe, Gründerin der National Coalition of 100 Black Women; Joseph Lowery, Direktor der Southern Christian Leadership Conference; Dorothy I. Height, Präsidentin des National Council of Negro Women; Elaine Jones, Direktorin des NAACP Legal Defense and Educational Fund; Eddie N. Williams, Direktor des Center for Joint Political Studies); wenige Tage später sagte Mfume die Teilnahme des CBC am Treffen ab. Vize-Präsident Al Gore wurde am 3. Juni in Nightline zum Thema befragt.

### Weitere akademische Karriere
Im Wintersemester 1996 hatte Guinier eine Gastprofessur an der Harvard Law School. Ab Juli 1998 war sie Professorin für Recht an der Harvard Law School, wo sie ab September 2001 die Bennett-Boskey-Professur innehatte. Guinier hatte zudem von September bis Dezember 2007 eine Gastprofessur an der Columbia Law School, war im Frühling 2009 Fellow am Stanford Center for Advanced Study in the Behavioral Sciences und hatte von September bis Dezember 2011 eine Gastprofessur an der Yale Law School.

## Monografien
- The Tyranny of the Majority: Fundamental Fairness in Representative Democracy. Free Press, New York 1994, ISBN 0-02-913172-3.
- mit Michelle Fine und Jane Balin: Becoming Gentlemen: Women, Law Schools and Institutional Change. Beacon Press, Boston 1997, ISBN 0-8070-4404-0.
- Lift Every Voice: Turning a Civil Rights Setback into a New Vision of Social Justice. Simon & Schuster, New York 1998, ISBN 0-684-81145-6.
- mit Susan Sturm: Who’s Qualified?: A New Democracy Forum on Creating Equal Opportunity in School and Jobs. Beacon Press, Boston 2001, ISBN 0-8070-4335-4.
- mit Gerald Torres: The Miner’s Canary: Enlisting Race, Resisting Power, Transforming Democracy. Harvard University Press, Cambridge 2002, ISBN 0-674-00469-8.